# Trung tâm Phát thanh - Truyền hình Quân đội (Việt Nam)
Trung tâm Phát thanh - Truyền hình Quân đội là đơn vị trực thuộc Tổng cục Chính trị Quân đội nhân dân Việt Nam, công bố thành lập và ra mắt ngày 19 tháng 5 năm 2011. Trung tâm là đơn vị hoạt động trên lĩnh vực báo chí với 02 loại hình "Báo nói" và "Báo hình", là một bộ phận nằm trong hệ thống báo chí Việt Nam, là cơ quan của Quân ủy Trung ương, Bộ Quốc phòng, Tiếng nói của lực lượng vũ trang và nhân dân Việt Nam, đồng thời là cầu nối thông tin giữa lãnh đạo, chỉ huy của Quân đội và cán bộ, chiến sỹ trong toàn quân. Hiện Trung tâm đang quản lý Kênh Truyền hình Quốc phòng Việt Nam.
Các loại hình báo chí của Trung tâm Phát thanh - Truyền hình Quân đội: các chương trình phát thanh Quân đội nhân dân trên sóng Đài Tiếng nói Việt Nam, các chương trình truyền hình Quân đội nhân dân trên sóng Đài Truyền hình Việt Nam và Kênh Truyền hình Quốc phòng Việt Nam.

## Lịch sử hình thành
Trung tâm Phát thanh - Truyền hình Quân đội được thành lập trên cơ sở sáp nhập hai phòng Phát thanh Quân đội nhân dân (thành lập ngày 16/3/1959) và Truyền hình Quân đội nhân dân (thành lập ngày 20/9/1975) thuộc Cục Tuyên huấn, Tổng cục Chính trị.
Sau khi có Quyết định thành lập (07/3/2011), ngày 19/5/2011, Quân ủy Trung ương và Bộ Quốc phòng tổ chức Lễ công bố Quyết định thành lập và ra mắt Trung tâm Phát thanh - Truyền hình Quân đội nhân dân Việt Nam. 2 năm sau ngày thành lập (19/5/2013), Trung tâm chính thức ra mắt Kênh Truyền hình Quốc phòng Việt Nam.

## Tổ chức

### Lãnh đạo hiện nay
- Giám đốc: Đại tá Phạm Văn Tú
- Phó Giám đốc: Đại tá Hoàng Gia Khánh
- Phó Giám đốc: Đại tá Trịnh Tùng Lâm
- Phó Giám đốc: Đại tá Ngô Xuân Giang
- Phó Giám đốc: Thượng tá Nguyễn Hoài Nam
- Phó Giám đốc: Đại tá Nguyễn Văn Hoan

### Các phòng, ban trực thuộc
- Phòng Chính trị
- Phòng Thư ký Biên tập
- Phòng Thời sự Truyền hình
- Phòng Chuyên đề Truyền hình
- Văn phòng
- Phòng Văn hóa - Thể thao - Giải trí
- Phòng Khoa giáo
- Phòng Phóng sự - Phim Tài liệu
- Phòng Truyền hình Đối ngoại
- Phòng Quay phim và Đạo diễn hình
- Phòng Truyền thông - Tổ chức sự kiện
- Phòng Kỹ thuật - Công nghệ
- Phòng Phát hình - Tổng khống chế
- Ban Tin học - Đo lường
- Phòng Tư liệu
- Phòng Mỹ thuật đạo cụ
- Phòng Thời sự Phát thanh
- Phòng Chuyên đề Phát thanh
- Báo điện tử QPVN
- Ban Tài chính
- Ban Đại diện tại Đà Nẵng
- Ban Đại diện tại Gia Lai
- Ban Đại diện tại Cần Thơ
- Ban Đại diện tại Thành phố Hồ Chí Minh

### Lãnh đạo qua các thời kỳ

#### Giám đốc Trung tâm Phát thanh - Truyền hình Quân đội
- Hồ Anh Thắng, 2011-2012, thiếu tướng
- Nguyễn Hoài Nam, 2012-2017, thiếu tướng
- Nguyễn Kim Tôn, 2017-2025, thiếu tướng
- Phạm Văn Tú , 2025-nay , đại tá

## Các loại hình báo chí

### Chương trình phát thanh Quân đội nhân dân
Chương trình Phát thanh Quân đội nhân dân phát sóng đầu tiên vào ngày 16 tháng 3 năm 1959. Từ đó đến nay, chương trình phát thanh Quân đội nhân dân được phát sóng trên kênh VOV1, Đài Tiếng nói Việt Nam với khung giờ phát sóng từ 06h30 - 07h00, từ 21h00 - 21h30 hàng ngày và từ 23h15 - 24h00 Chủ nhật hằng tuần. 
Phần thưởng cao quý: Anh hùng Lực lượng vũ trang nhân dân; Huân chương Quân công Hạng Nhì; Huân chương Bảo vệ Tổ quốc hạng Nhất; Huân chương Lao động hạng Nhì; 3 Huân chương Chiến công hạng Nhất...
Những cây bút có thương hiệu: Phạm Chí Nhân, Ngô Thế Kỷ, Hồng Lân, Trần Tất Đắc, Lê Hào, Hồ Tương Phùng (liệt sĩ), Ngô Trung Sơn, Hải Tân, Cao Nham, Tào Hòa, Đào Lộc Bình. Các cán bộ văn nghệ như: Duy Khán,  Thân Như Thơ (nhà thơ), Văn An, Thanh Phúc, Vũ Hùng (nhạc sĩ), NSƯT Văn Ngải, Đức Toàn, Hoàng Hữu Phương.
Hiện nay có nhiều cây bút, phóng viên được nhiều thính giả biết đến như: Phạm Quốc Huy, Hoàng Gia Khánh, Văn Hoan, Hồng Linh, Thùy Vinh, Chí Diệu, Thế Duy, Khánh Ngọc, Thanh Tuấn, Nguyễn Pháp, Nguyên Nhi (Chương trình văn nghệ tổng hợp Quân đội), Minh Hương (Câu chuyện truyền thanh), Đoàn Nguyên Hiếu (Nhạc sĩ)…
Hiện nay, các Chương trình Phát thanh Quân đội nhân dân được thực hiện bởi cán bộ, phóng viên, biên tập viên 02 phòng: Thời sự Phát thanh và Chuyên đề Phát thanh thuộc Trung tâm PT-TH Quân đội, Tổng cục Chính trị QĐND Việt Nam
Một số Chuyên mục nổi bật như:
Sự thật - Luận bàn 06h30 thứ Hai.
Nhịp cầu pháp luật: 21h thứ Hai và 21h thứ Tư
Bạn nghe đài với Phát thanh Quân đội nhân dân 06h30 thứ Ba.
Quê hương và người chiến sĩ 21h thứ Ba.
Vấn đề - Sự kiện 06h30 thứ Tư.
Tinh hoa quân sự Việt Nam 06h30 thứ Năm
Nhắn tìm đồng đội và Thông tin mộ liệt sĩ 21h thứ Năm
Quân đội với công tác tuyên truyền, phổ biến pháp luật 06h30 thứ Sáu
Chuyên mục dành cho các bạn trẻ trong quân đội 21h thứ Sáu
Học tập và làm theo tư tưởng, đạo đức, phong cách Hồ Chí Minh 06h30 thứ Bẩy
Chuyện kể ở đại đội 21h thứ Sáu, 06h30 thứ Bẩy
Quà tặng âm nhạc dành cho chiến sĩ 21h thứ Bẩy
Câu chuyện truyền thanh 06h30 chủ nhật
Chương trình văn nghệ tổng hợp Quân đội 21h Chủ nhật
Tạp chí Văn hóa nghệ thuật Quân đội, Bác Hồ với chiến sĩ 23h15 Chủ nhật

### Chương trình truyền hình
Các chương trình Truyền hình Quân đội trên các kênh của Đài Truyền hình Việt Nam:
- Chương trình Truyền hình Quân đội nhân dân, phát sóng trên VTV1 vào 20h10, Chủ Nhật hàng tuần
- Chương trình Khoa học - Giáo dục quốc phòng, phát sóng trên VTV2 vào 16h15, thứ Sáu hàng tuần
- Chương trình Văn hóa, Thể thao Quân đội, phát sóng trên VTV1 vào 16h15, Chủ Nhật hàng tuần
- Chương trình Nhắn tìm đồng đội, phát sóng trên VTV2 vào 13h30, thứ Bảy hàng tuần
- Chương trình Đi tìm đồng đội, phát sóng trên VTV2 vào 08h30, Chủ Nhật tuần thứ nhất và tuần thứ ba hàng tháng.

### Kênh Truyền hình Quốc phòng Việt Nam (QPVN)
Phát sóng với thời lượng 24 giờ hàng ngày, trên các hạ tầng truyền hình cáp, truyền hình số, các dịch vụ truyền hình và mạng Internet.